# روني روديلين
روني روديلين (بالفرنسية: Ronny Rodelin)‏ (18 نوفمبر 1989 سان دوني فرنسا - ) هو لاعب كرة قدم فرنسي، يلعب كمهاجم.

## وصلات خارجية
روني روديلين على موقع الاتحاد الأوربي (الإنجليزية)
- روني روديلين على موقع قاعدة بيانات كرة القدم.إي يو (الإنجليزية)
- روني روديلين على موقع ليكيب (الفرنسية)
- روني روديلين على موقع Soccerway.com (الإنجليزية)
- روني روديلين على موقع عالم كرة القدم.نت (الإنجليزية)
- روني روديلين على موقع AS.com (الإسبانية)